# Hyères (Côtes-d'Armor)
Pour les articles homonymes, voir Hyères (homonymie).
L'Hyères ou Hyère(ar stêr Yer en langue bretonne) est une rivière de Bretagne, en France, et un affluent de l'Aulne.

## Géographie
La longueur de son cours d'eau est de 48,4 km.
L'Hyères prend sa source dans les Côtes-d'Armor à la limite des communes de Plougonver, Callac et la Chapelle-Neuve, au pied d'une colline de 309 mètres d'altitude. Elle se jette dans l'Aulne à la limite des communes de Landeleau, Spézet et Cléden-Poher, au lieu-dit de Pont Triffen. Le canal de Nantes à Brest emprunte la partie avale du cours de la rivière sur une longueur voisine de 10 km, mais le canal a été déclassé sur cette partie de son parcours.

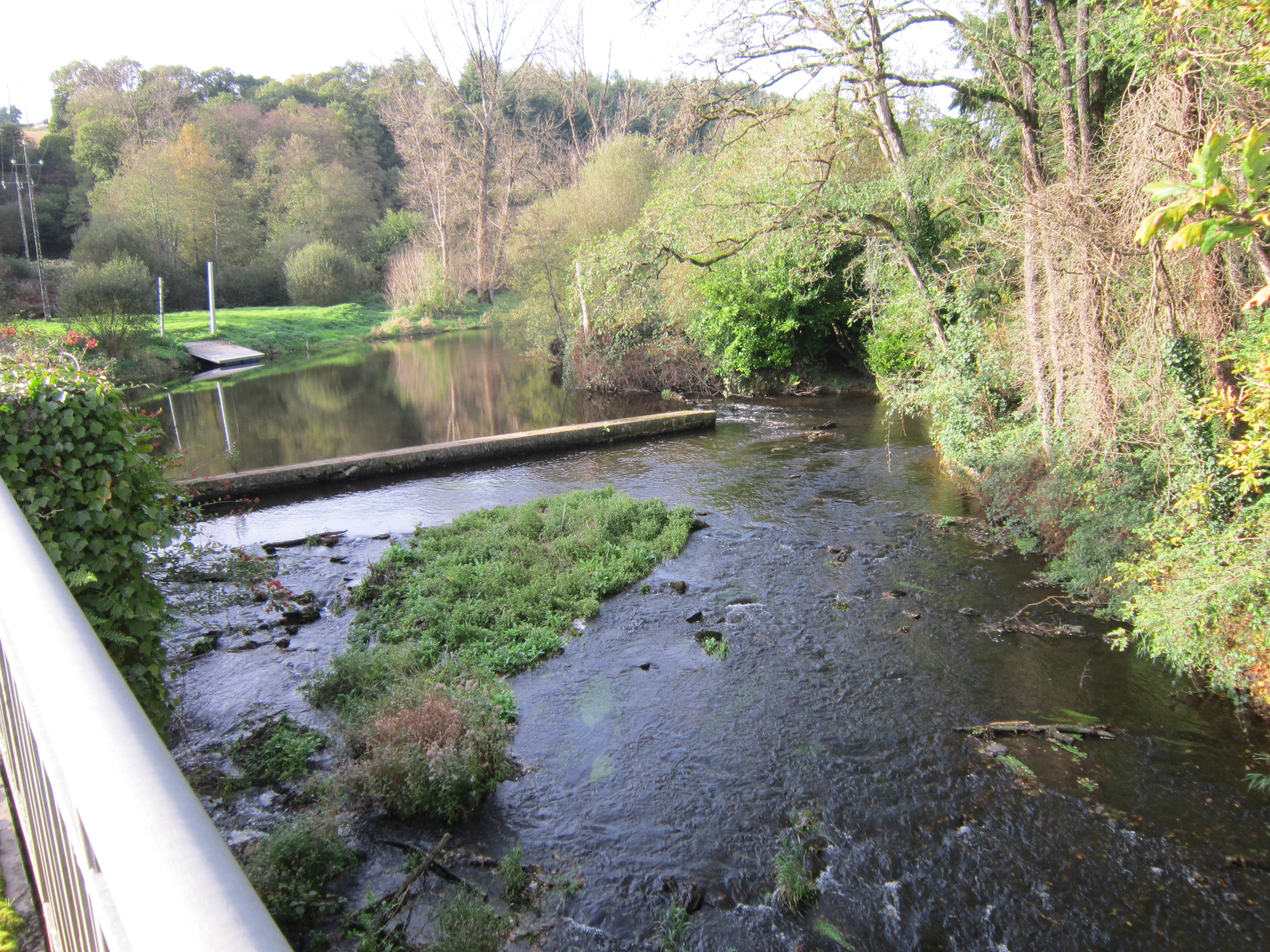
L'Hyères au Pont du Roy en Carhaix (côté amont).
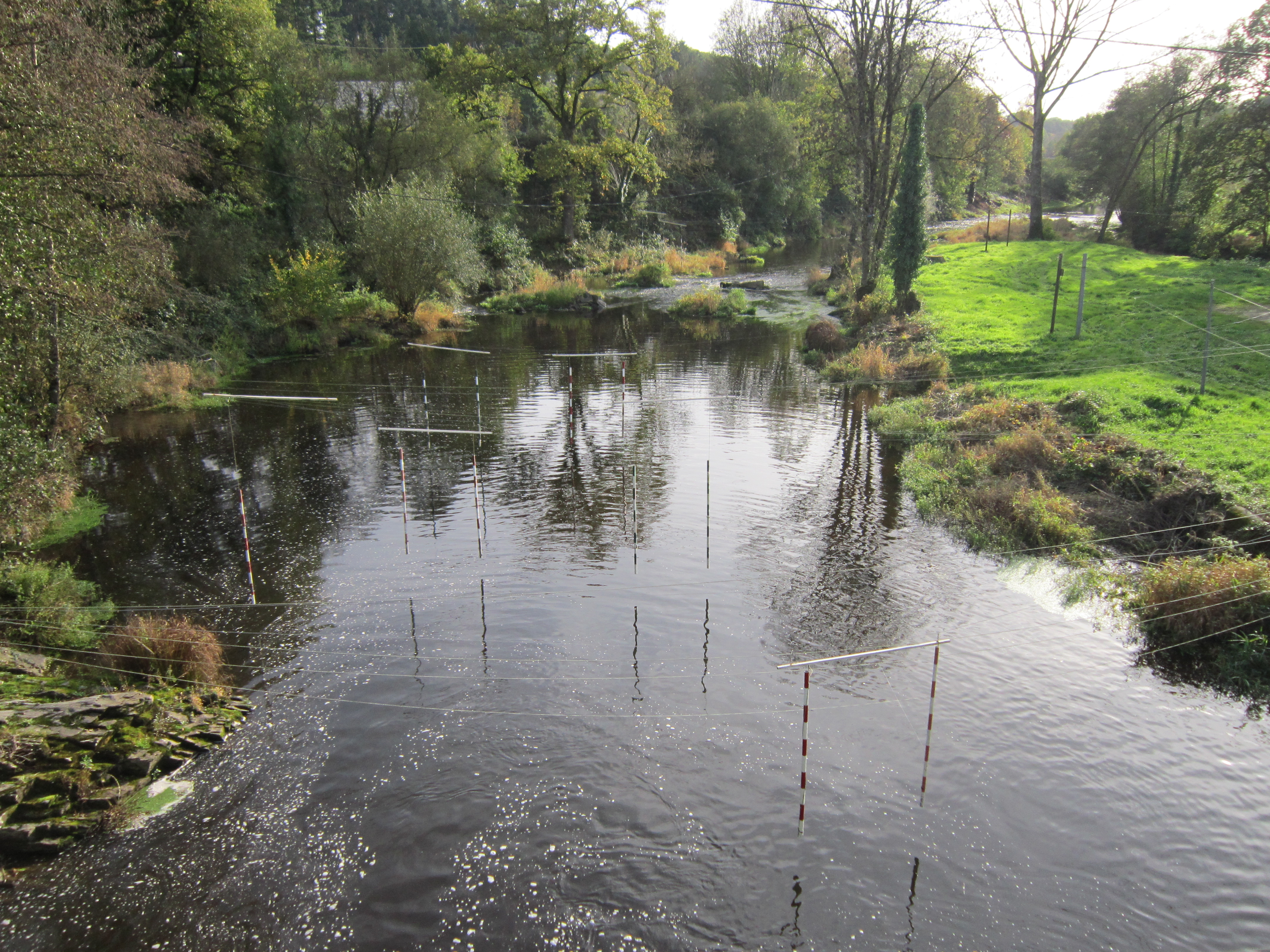
L'Hyères au Pont du Roy en Carhaix (côté aval).

Elle arrose dans les deux départements du Finistère et des Côtes-d'Armor les quinze communes de la Chapelle-Neuve, Callac, Plusquellec, Duault, Carnoët, Locarn, Trébrivan, Treffrin, Plounévézel, Carhaix-Plouguer, Kergloff, Cléden-Poher, Saint-Hernin, Spézet et Landeleau.

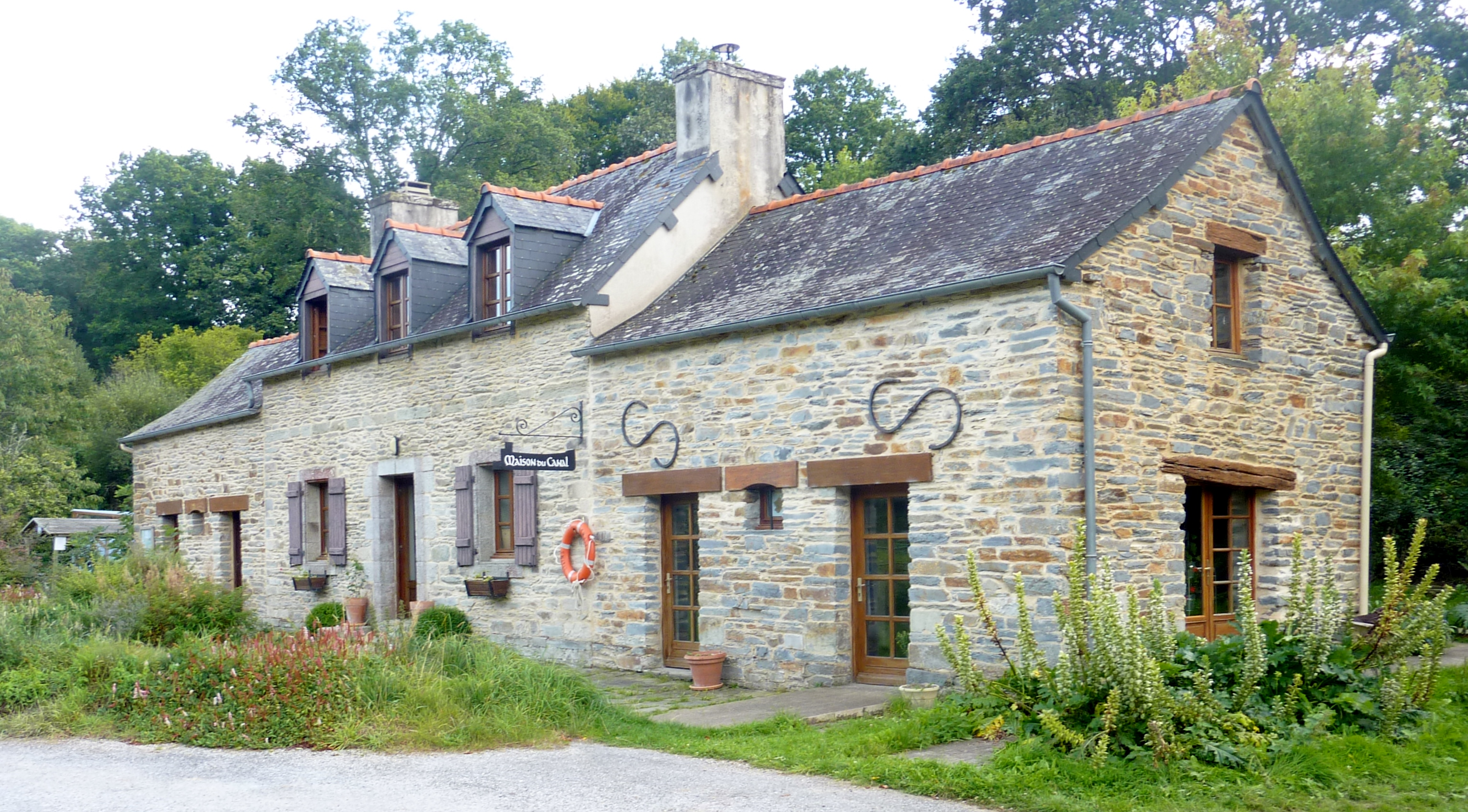
La maison éclusière de Kergoat en Saint-Hernin, transformée en « Maison du canal » (canal de Nantes à Brest).
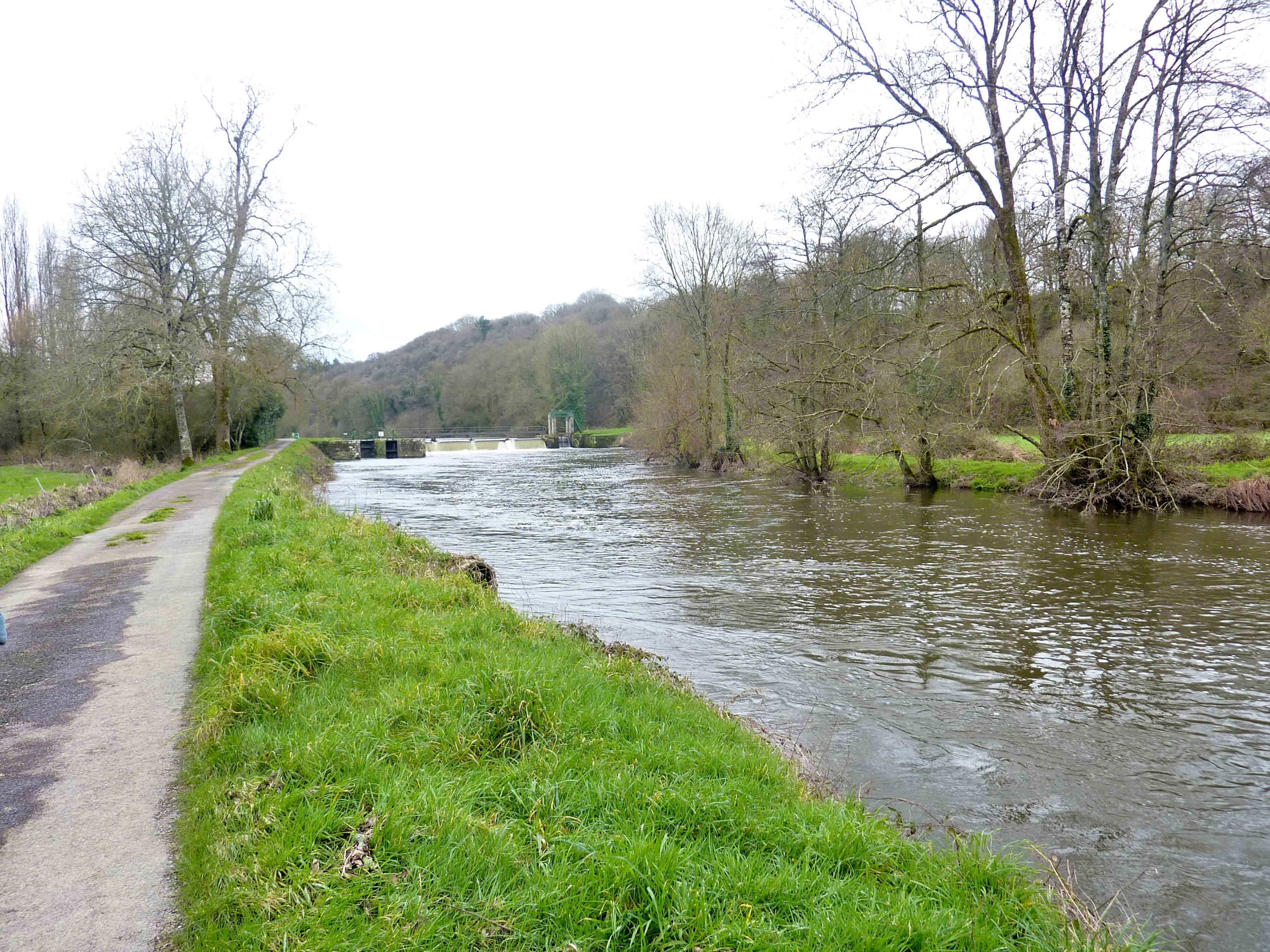
Canal de Nantes à Brest (l'Hyères) : l'écluse de Lesnévez entre Cléden-Poher et Spézet.
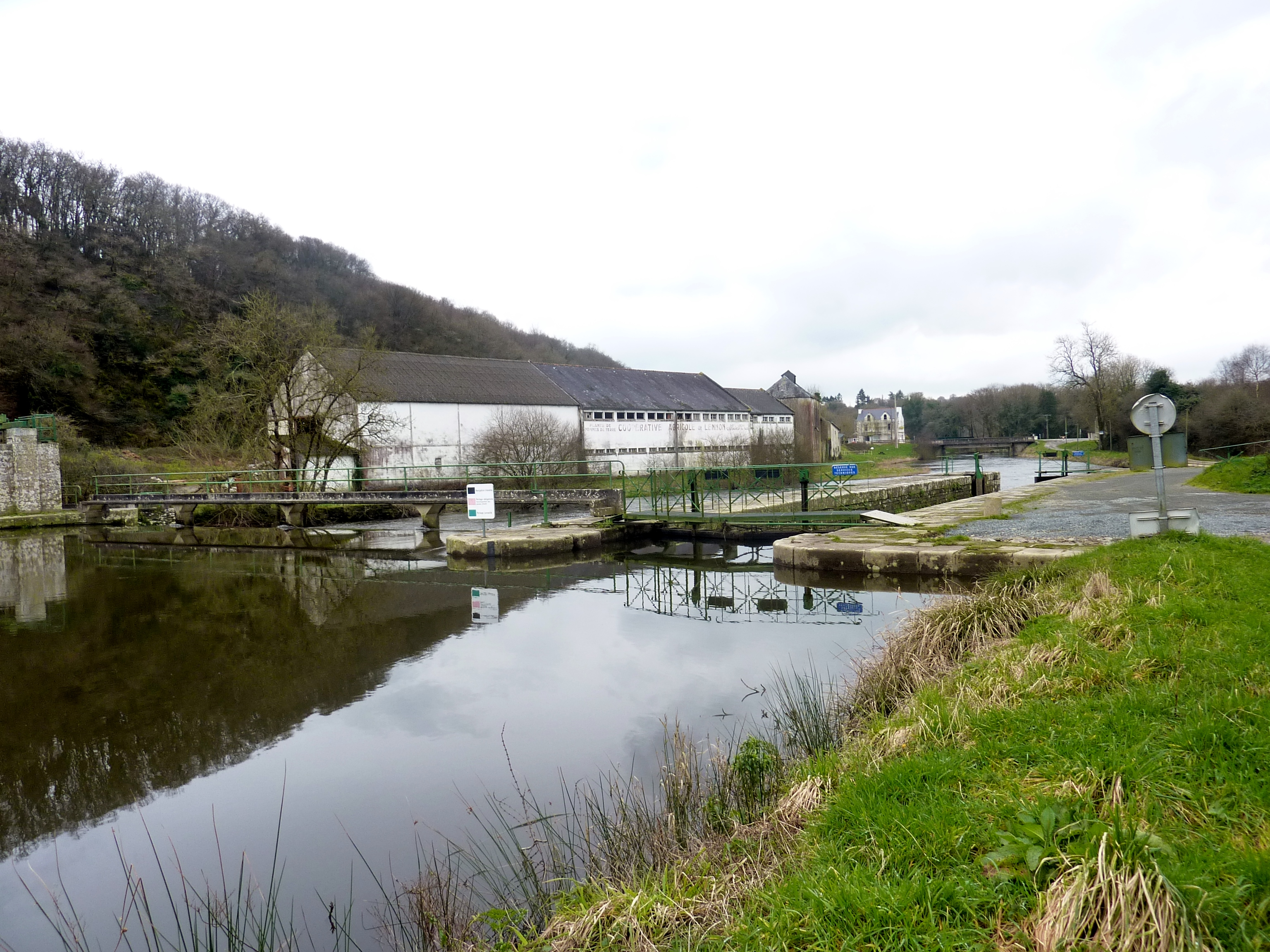
Canal de Nantes à Brest : l'écluse de Pont-Triffen sur l'Hyères, juste en amont de la confluence avec l'Aulne et le port de Pont-Trffen en Spézet.
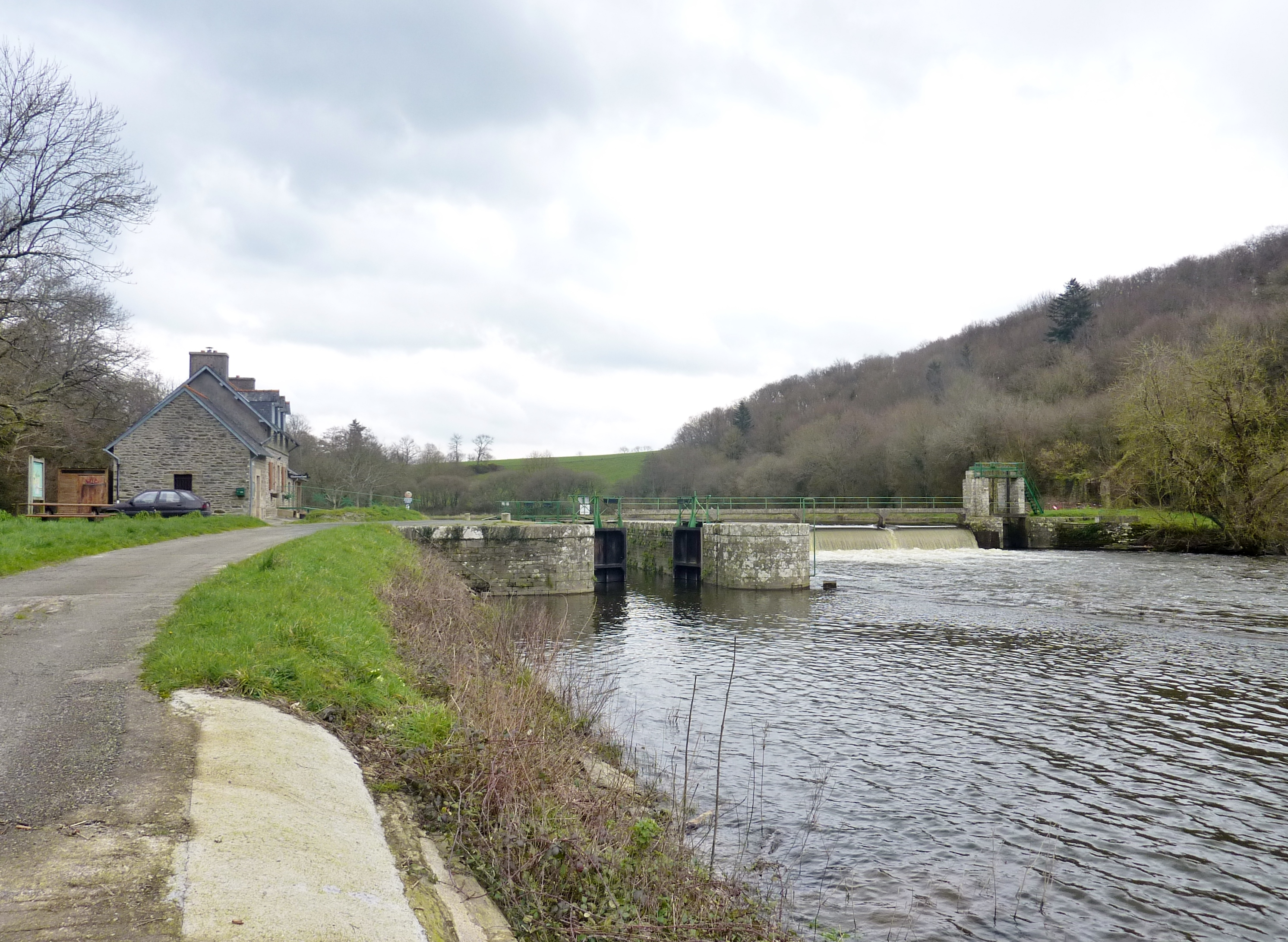
Canal de Nantes à Brest : l'écluse de Pont-Triffen sur l'Hyères, juste en amont de la confluence avec l'Aulne et la maison éclusière transformée en maison du canal.
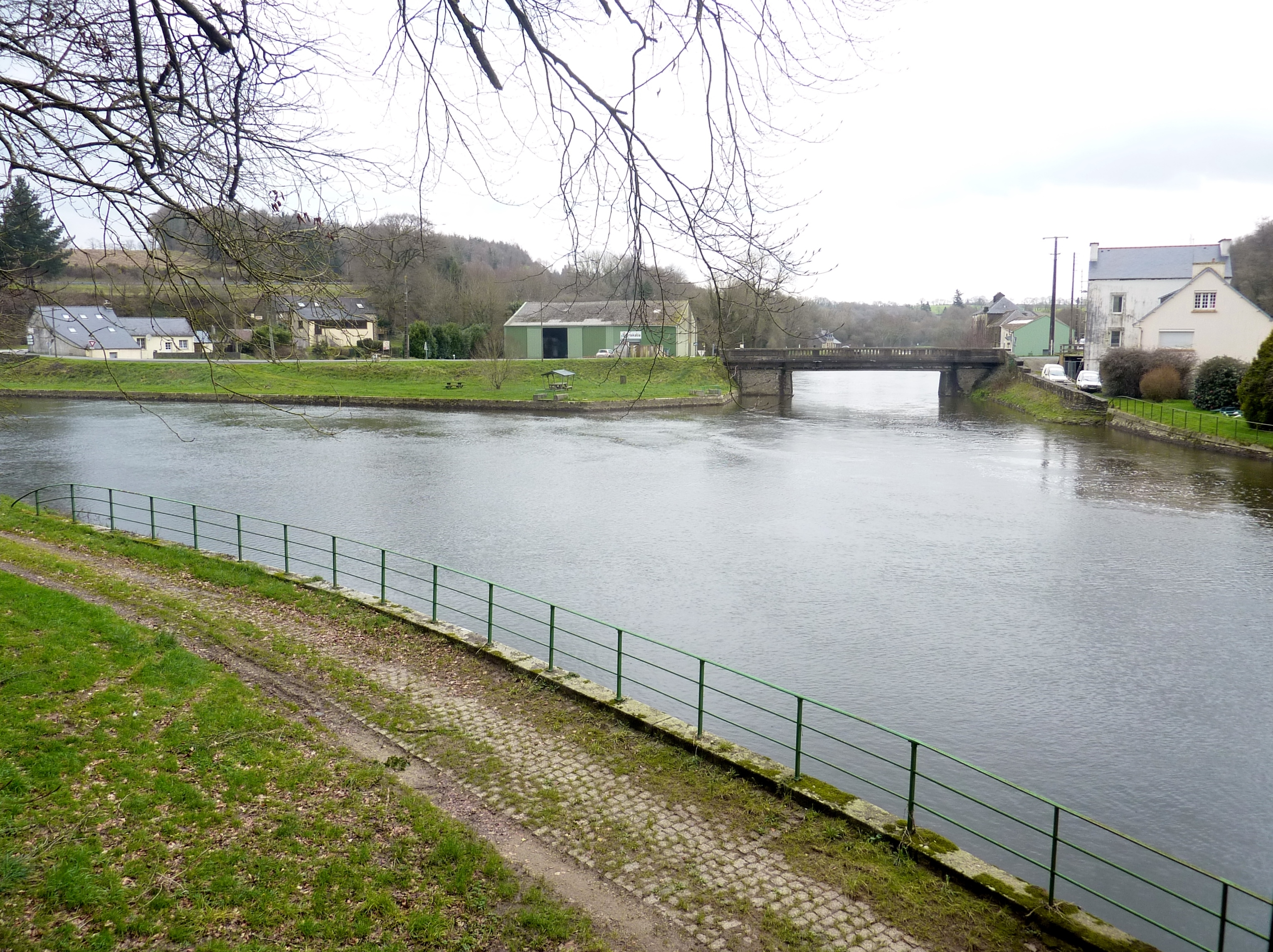
La confluence entre l'Aulne et l'Hyères à Pont-Triffen (canal de Nantes à Brest).

## Affluents
- Ruisseau de Guervilly
- Ruisseau de Pont Hellou
- Ruisseau de Pont ar Floc'h
- Ruisseau de Kerandraou
- Le Corong
- Rivière de Kersault
- Ruisseau de Goaz ar Guélen
- Ruisseau de Dourcam
- Ruisseau de Pont Guennou
- Le Kergoat (canalisé)
- Ruisseau de Coat Quévéran

## Hydrologie
La surface du bassin versant de l'Hyères est de 526 km2 et son module de 8,24 m3/s à la station hydrologique de Saint-Hernin. On en déduit un débit spécifique de 15,7 l/s/km2. La lame d'eau écoulée dans son bassin  versant annuellement est de 497 mm. Le débit maximal instantané a été mesuré le 13 décembre 2000 à 3 h 35 et était de 220 m3/s. À l'étiage, le débit peut descendre jusqu'à 0,13 m3/s (valeur correspondant à la VCN3 calculée en cas de période quinquennale sèche).

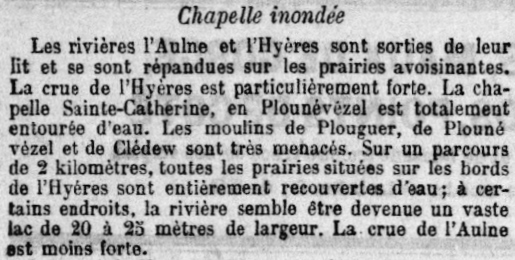
Article du journal La Croix du 29 janvier 1910 relatant les inondations provoquées à Plounévézel par une crue de l'Hyères.